# Debian Almquist shell
Debian Almquist Shell (dash) è una shell testuale aderente allo standard POSIX.

## Storia
Dash discende direttamente dalla versione della shell Ash per il sistema operativo NetBSD: nel 1997
Herbert Xu ne fece un port per i sistemi Linux, e nel settembre 2002 il nome venne cambiato in Dash.

## Impiego
Dash può essere usata:
- come shell su floppy disk di installazione;
- come shell per l'amministratore (root);
- come shell predefinita per gli script (/bin/sh);
- come strumento per verificare la compatibilità POSIX della sintassi degli script.

Nei sistemi Debian GNU/Linux Dash è un moderno sostituto di Ash, e tra gli obiettivi per la versione Lenny di Debian vi è l'impiego come shell predefinita per gli script (/bin/sh).
Nei sistemi Ubuntu Dash è impiegata come shell predefinita per gli script (/bin/sh) a partire dalla versione 6.10 (ottobre 2006).

## Confronto con Bash
Dash è molto più compatta di Bash, esegue più velocemente gli script ed ha meno dipendenze da librerie esterne. Per questo motivo è più affidabile in caso di aggiornamenti andati male, o di parziale danneggiamento dei dischi: se le librerie da cui dipende occupano meno spazio su disco, c'è meno probabilità che il parziale guasto colpisca anche loro, o è facile fare una versione compilata staticamente che parte in caso di errori; queste comunque non sono caratteristiche dirette di Dash, ma sono dovute alla dipendenza da meno librerie.
Dash offre tuttavia meno funzionalità, specialmente riguardo all'uso interattivo: ad esempio non offre supporto per l'esecuzione ristretta, perché non rientra nello standard POSIX per motivi di sicurezza.